# Dawid Kownacki
Dawid Igor Kownacki (Gorzów Wielkopolski, 14 marzo 1997) è un calciatore polacco, attaccante dell'Hertha Berlino, in prestito dal Werder Brema.

## Caratteristiche tecniche
Di ruolo prima punta, è un calciatore longilineo e molto alto e con una discreta velocità, in attacco è molto duttile, tanto che può giocare pure come seconda punta.

## Carriera

### Club

#### Lech Poznań
Appassionato di calcio sin da piccolo, inizia la propria carriera calcistica con il Gorzów, formazione della sua città natale.
Nel 2005, passa alla giovanili del Lech Poznań.
Nel 2013, dopo aver scalato tutti i ranghi giovanili, debutta a soli sedici anni in Ekstraklasa, subentrando a Kasper Hämäläinen il 6 dicembre 2013 nella vittoria per 2-0 contro il Wisła Cracovia. Segna il primo gol con la maglia del Lech, nel febbraio seguente, nella sconfitta per 5-1 maturata contro il Pogoń Stettino, diventando uno dei soli cinque giocatori di età inferiore ai 17 anni ad aver siglato una rete nella massima serie polacca.
La stagione successiva, debutta in Europa League, in una sconfitta contro il Kalju Nõmme valida per l'andate del secondo turno. Una settimana dopo, invece, sigla la prima rete nella suddetta competizione nella partita di ritorno vinta 3-0.

#### Sampdoria
Dopo dodici gol nella stagione 2016-2017 (uno con la seconda squadra del Lech Poznań), l'11 luglio 2017 si trasferisce a titolo definitivo alla Sampdoria. Al suo esordio in maglia blucerchiata, in Coppa Italia contro il Foggia il 12 agosto 2017, firma il suo primo gol ufficiale con i blucerchiati.
Esordisce in Serie A il mese successivo, il 30 settembre nella sconfitta per 4-0 in trasferta contro l'Udinese, subentrando al 73º minuto a Fabio Quagliarella. Segna il suo primo goal in Serie A il 21 ottobre, nella gara casalinga contro il Crotone fissando il risultato sul 5-0, su un errore di rinvio di Cordaz. In tutta la stagione ha segnato 8 gol in 24 partite, e 3 reti le ha realizzate in Coppa Italia (di cui una doppietta nel 4-1 al Pescara).
Nella stagione successiva trova meno spazio, occluso dai titolari Quagliarella e Defrel pur subentrando dalla panchina in molte occasioni; in una di queste, il 15 settembre 2018 realizza il suo primo gol stagionale su calcio di rigore nella sfida vinta per 0-5 contro il Frosinone. Il 26 settembre invece nel match di campionato contro il Cagliari fallisce il tiro dal dischetto nei minuti di recupero che avrebbe smosso la partita dallo 0-0, che sarà poi il risultato finale. Il 4 dicembre si sblocca in Coppa Italia decidendo con un colpo di testa nei minuti finali il quarto turno della competizione contro la SPAL.

#### Fortuna Düsseldorf
Insoddisfatto per il poco utilizzo, il 31 gennaio 2019 viene ceduto al Fortuna Düsseldorf con la formula del prestito con diritto di riscatto e contro-riscatto. Il 2 marzo realizza le sue prime reti nel campionato tedesco nel match vinto per 4-0 sul campo dello Schalke 04, segnando una doppietta. Segna quindi 4 gol in 11 partite tra campionato e Coppa di Germania venendo ceduto in prestito con obbligo di riscatto il 30 giugno dello stesso anno per 8 milioni di euro.

#### Ritorno al Lech Poznań
Il 2 febbraio 2022 fa ritorno al Lech Poznań con la formula del prestito. Esordisce nuovamente con i kolejorz quattro giorni dopo, subentrando a Michał Skóraś nel match esterno contro il Cracovia (terminato 3-3). Il 2 maggio 2022 disputa da titolare la finale di Puchar Polski contro il Raków Częstochowa, dove i kolejorz vengono sconfitti per 1-3 dai rossoblu. Pochi giorni più tardi, tuttavia, arriva un grande riscatto, visto che i kolejorz si laureano campioni di Polonia per l'ottava volta nella loro storia.

### Nazionale
Nel mese di giugno del 2017 partecipa agli Europei Under-21 con la Polonia, andando anche a segno nella partita pareggiata per 2-2 contro la Svezia al 91' su calcio di rigore.
Debutta invece con la Nazionale maggiore polacca il 23 marzo 2018 giocando dal primo minuto nella partita amichevole persa in casa per 0-1 contro la Nigeria, in cui viene sostituito al 72º minuto dal giocatore (anch'egli della Serie A in quanto di proprietà del Napoli) Arkadiusz Milik.
Il 4 giugno 2018 viene inserito nella lista definitiva dei 23 convocati per i Mondiali di Russia 2018 insieme ai compagni di squadra (alla Samp) Karol Linetty e Bartosz Bereszyński. Otto giorni dopo, nell'amichevole pre-Mondiale vinta per 4-0 contro la Lituania, segna il suo primo gol con la Nazionale maggiore andando a rete per il momentaneo 3-0 al 71º minuto.
Il 17 maggio 2021 viene convocato per gli Europei.

## Statistiche

### Presenze e reti nei club
Statistiche aggiornate al 21 luglio 2025.
| Stagione                  | Squadra                   | Campionato                | Campionato | Campionato | Coppe nazionali | Coppe nazionali | Coppe nazionali | Coppe continentali | Coppe continentali | Coppe continentali | Altre coppe | Altre coppe | Altre coppe | Totale | Totale |
| Stagione                  | Squadra                   | Comp                      | Pres       | Reti       | Comp            | Pres            | Reti            | Comp               | Pres               | Reti               | Comp        | Pres        | Reti        | Pres   | Reti   |
| ------------------------- | ------------------------- | ------------------------- | ---------- | ---------- | --------------- | --------------- | --------------- | ------------------ | ------------------ | ------------------ | ----------- | ----------- | ----------- | ------ | ------ |
| 2013-2014                 | Lech Poznań               | EK                        | 13         | 2          | CP              | 0               | 0               | UEL                | 0                  | 0                  | -           | -           | -           | 13     | 2      |
| 2014-2015                 | Lech Poznań               | EK                        | 30         | 4          | CP              | 5               | 2               | UEL                | 3                  | 1                  | -           | -           | -           | 38     | 7      |
| 2015-2016                 | Lech Poznań               | EK                        | 24         | 6          | CP              | 4               | 0               | UCL+UEL            | 1+4                | 0+1                | SP          | 1           | 0           | 34     | 7      |
| 2016-2017                 | Lech Poznań               | EK                        | 27         | 9          | CP              | 5               | 2               | -                  | -                  | -                  | SP          | 0           | 0           | 32     | 11     |
| Totale Lech Poznan        | Totale Lech Poznan        | Totale Lech Poznan        | 94         | 21         |                 | 14              | 4               |                    | 8                  | 2                  |             | 1           | 0           | 117    | 27     |
| 2017-2018                 | Sampdoria                 | A                         | 22         | 5          | CI              | 2               | 3               | -                  | -                  | -                  | -           | -           | -           | 24     | 8      |
| 2018-gen.2019             | Sampdoria                 | A                         | 13         | 1          | CI              | 3               | 1               | -                  | -                  | -                  | -           | -           | -           | 16     | 2      |
| Totale Sampdoria          | Totale Sampdoria          | Totale Sampdoria          | 35         | 6          |                 | 4               | 3               |                    | -                  | -                  |             | -           | -           | 39     | 10     |
| gen.-giu. 2019            | Fortuna Düsseldorf        | BL                        | 10         | 4          | CG              | 1               | 0               | -                  | -                  | -                  | -           | -           | -           | 11     | 4      |
| 2019-2020                 | Fortuna Düsseldorf        | BL                        | 20         | 0          | CG              | 1               | 0               | -                  | -                  | -                  | -           | -           | -           | 21     | 0      |
| 2020-2021                 | Fortuna Düsseldorf        | ZL                        | 27         | 7          | CG              | 1               | 0               | -                  | -                  | -                  | -           | -           | -           | 28     | 7      |
| 2021-feb. 2022            | Fortuna Düsseldorf        | ZL                        | 7          | 0          | CG              | 1               | 1               | -                  | -                  | -                  | -           | -           | -           | 8      | 1      |
| feb.-mag.2022             | Lech Poznań               | EK                        | 14         | 4          | PP              | 3               | 1               | -                  | -                  | -                  | -           | -           | -           | 17     | 5      |
| 2022-2023                 | Fortuna Düsseldorf        | ZL                        | 32         | 14         | CG              | 3               | 2               | -                  | -                  | -                  | -           | -           | -           | 35     | 16     |
| 2023-2024                 | Werder Brema              | BL                        | 22         | 0          | CG              | 0               | 0               | -                  | -                  | -                  | -           | -           | -           | 22     | 0      |
| 2024-2025                 | Fortuna Düsseldorf        | ZL                        | 29         | 13         | CG              | 0               | 0               | -                  | -                  | -                  | -           | -           | -           | 29     | 13     |
| Totale Fortuna Düsseldorf | Totale Fortuna Düsseldorf | Totale Fortuna Düsseldorf | 125        | 38         |                 | 7               | 3               |                    | -                  | -                  |             | -           | -           | 132    | 41     |
| 2025-2026                 | Hertha Berlino            | 2.BL                      | 0          | 0          | CG              | 0               | 0               |                    | -                  | -                  |             | -           | -           | 0      | 0      |
| Totale carriera           | Totale carriera           | Totale carriera           | 290        | 69         |                 | 28              | 11              |                    | 8                  | 2                  |             | 1           | 0           | 326    | 88     |

### Cronologia presenze e reti in nazionale
| Cronologia completa delle presenze e delle reti in nazionale ― Polonia | Cronologia completa delle presenze e delle reti in nazionale ― Polonia | Cronologia completa delle presenze e delle reti in nazionale ― Polonia | Cronologia completa delle presenze e delle reti in nazionale ― Polonia | Cronologia completa delle presenze e delle reti in nazionale ― Polonia | Cronologia completa delle presenze e delle reti in nazionale ― Polonia | Cronologia completa delle presenze e delle reti in nazionale ― Polonia | Cronologia completa delle presenze e delle reti in nazionale ― Polonia |
| Data                                                                   | Città                                                                  | In casa                                                                | Risultato                                                              | Ospiti                                                                 | Competizione                                                           | Reti                                                                   | Note                                                                   |
| ---------------------------------------------------------------------- | ---------------------------------------------------------------------- | ---------------------------------------------------------------------- | ---------------------------------------------------------------------- | ---------------------------------------------------------------------- | ---------------------------------------------------------------------- | ---------------------------------------------------------------------- | ---------------------------------------------------------------------- |
| 23-3-2018                                                              | Breslavia                                                              | Polonia                                                                | 0 – 1                                                                  | Nigeria                                                                | Amichevole                                                             | -                                                                      | 72’                                                                    |
| 12-6-2018                                                              | Varsavia                                                               | Polonia                                                                | 4 – 0                                                                  | Lituania                                                               | Amichevole                                                             | 1                                                                      |                                                                        |
| 19-6-2018                                                              | Mosca                                                                  | Polonia                                                                | 1 – 2                                                                  | Senegal                                                                | Mondiali 2018 - 1º turno                                               | -                                                                      | 73’                                                                    |
| 24-6-2018                                                              | Kazan'                                                                 | Polonia                                                                | 0 – 3                                                                  | Colombia                                                               | Mondiali 2018 - 1º turno                                               | -                                                                      | 57’                                                                    |
| 6-9-2019                                                               | Lubiana                                                                | Slovenia                                                               | 2 – 0                                                                  | Polonia                                                                | Qual. Euro 2020                                                        | -                                                                      | 76’                                                                    |
| 9-9-2019                                                               | Varsavia                                                               | Polonia                                                                | 0 – 0                                                                  | Austria                                                                | Qual. Euro 2020                                                        | -                                                                      | 58’                                                                    |
| 1-6-2021                                                               | Breslavia                                                              | Polonia                                                                | 1 – 1                                                                  | Russia                                                                 | Amichevole                                                             | -                                                                      | 56’                                                                    |
| Totale                                                                 |                                                                        | Presenze                                                               | 7                                                                      |                                                                        | Reti                                                                   | 1                                                                      |                                                                        |

## Palmarès
- Campionato polacco: 2

Lech Poznań: 2014-2015, 2021-2022
- Supercoppa di Polonia: 1

Lech Poznań: 2015